# Reuben Ottenberg
Reuben Ottenberg (* 1882 in New York City; † 1959) war ein amerikanischer Arzt und Hämatologe. Seine historisch gesehen entscheidende Arbeit veröffentlichte er kurz vor dem Ersten Weltkrieg.
Bei der von ihm 1907 eingeführten Prüfungen der Blutverträglichkeit stellte er fest, dass zwar die bei einem Patienten vorhandenen Antikörper gegen Spenderblut gefährlich sind, jedoch nicht umgekehrt. (Nach der heutigen Nomenklatur ist das auf das so genannte AB0-System bezogen). Dies führte zum Einsatz von Menschen der Blutgruppe 0 (in Worten „Null“) als Universalspender.
1954 erhielt er als Erster den Karl Landsteiner Memorial Award der American Society of Blood Banks für sein Lebenswerk, nämlich zahlreiche wegweisende Arbeiten und Beiträge rund um die Bluttransfusion.